# Henri Holland
Pour les articles homonymes, voir Holland.
Titre
Duc d'Exeter et comte de Huntingdon
5 août 1447 – 4 novembre 1461
(14 ans, 2 mois et 30 jours)
Henri Holland (27 juin 1430 – septembre 1475), 3e duc d'Exeter, comte de Huntingdon, est un chef lancastrien pendant la guerre des Deux-Roses.

## Biographie
Il est fils de Jean Holland, 1er duc d'Exeter, et d'Anne Stafford. Il lui succède en 1447. Comme arrière-petit-fils de Jean de Gand, il aurait pu prétendre au trône après la mort d'Henri VI. Cependant il est cruel, d'un tempérament sauvage et imprévisible, et dispose de peu de soutien.
Il est pendant un temps gardien de la Tour de Londres. Il épouse en 1447 Anne d'York, sœur du futur Édouard IV et fille de Richard Plantagenêt, duc d'York et de Cécile Neville. Il reste cependant ennemi de la maison d'York et tient un commandement militaire lors des victoires lancastriennes de Wakefield et de St Albans.
Il est également commandant de l'aile gauche à la défaite de Towton. Il fuit en passant par l'Écosse, et rejoint la reine Marguerite exilée en France. En 1461, il est déchu de ses titres, qui sont donnés à son épouse. Celle-ci se sépare de lui en 1464. Pendant la brève période de restauration d'Henri VI en 1470, il peut récupérer ses titres, ses biens et ses charges.
Il commande le flanc gauche de l'armée de Lancastre à la bataille de Barnet en 1471. Il est grièvement blessé, mais survit. Il est emprisonné et son épouse divorce. Il est « volontaire » pour participer à l'expédition d’Édouard IV en France en 1475, qui aboutit au traité de Picquigny et à la fin de la guerre de Cent Ans. Au retour, il tombe du bateau qui le ramenait en Angleterre et se noie. Certains disent qu'il aurait été jeté à la mer sur l'ordre du roi.
Il a une fille, Anne Holland (1461-1474), mariée à Thomas Grey, marquis de Dorset, fils aîné du premier mariage de la reine Élisabeth Woodville.

### Source
- (en) Cet article est partiellement ou en totalité issu de l’article de Wikipédia en anglais intitulé « Henry Holland, 3rd Duke of Exeter » (voir la liste des auteurs).